# 擦音
在语音学上，擦音或摩擦音（英語：fricative）是辅音的一种发音方法。发音时，兩個發音器官彼此靠攏，形成狹窄的通道，气流通过时造成湍流发生摩擦，发出噪音。与塞音不同，擦音可以持续一段时间。
噝音或有噝擦音，發音時除了氣流在窄道間摩擦外，舌頭拉長，將氣流帶到牙齒的尖處造成更高頻率的湍流。

## 外部連結
- Fricatives in English （页面存档备份，存于）